# Daedra Charles
Daedra Charles, född 22 november 1968 i Detroit, Michigan, död 14 april 2018 i Detroit, var en amerikansk basketspelare som tog tog OS-brons 1992 i Barcelona. Detta var USA:s första OS-brons i dambasket någonsin. Charles studerade vid University of Tennessee.